# Kram

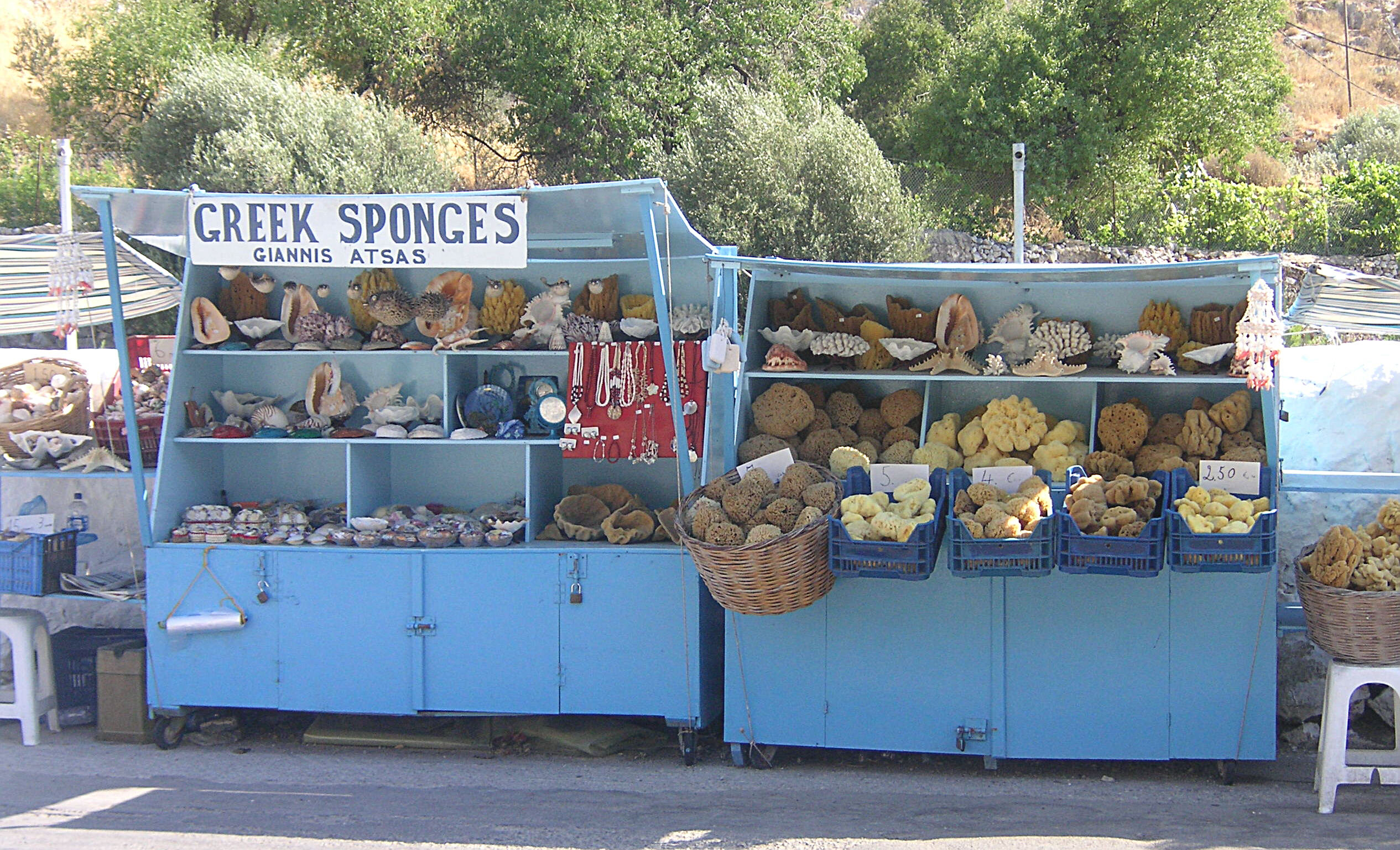
Jeden z kramów

Kram, stragan lub stoisko handlowe – mały, prowizoryczny sklep w formie budki albo stołu lub ławy z towarem. Pierwotnie zwykle drewniany. Metalowy stragan w formie rozkładanej budki, której część po rozłożeniu tworzy zadaszenie, określany jest jako szczęki.